# Klokkengieterij Mabilon

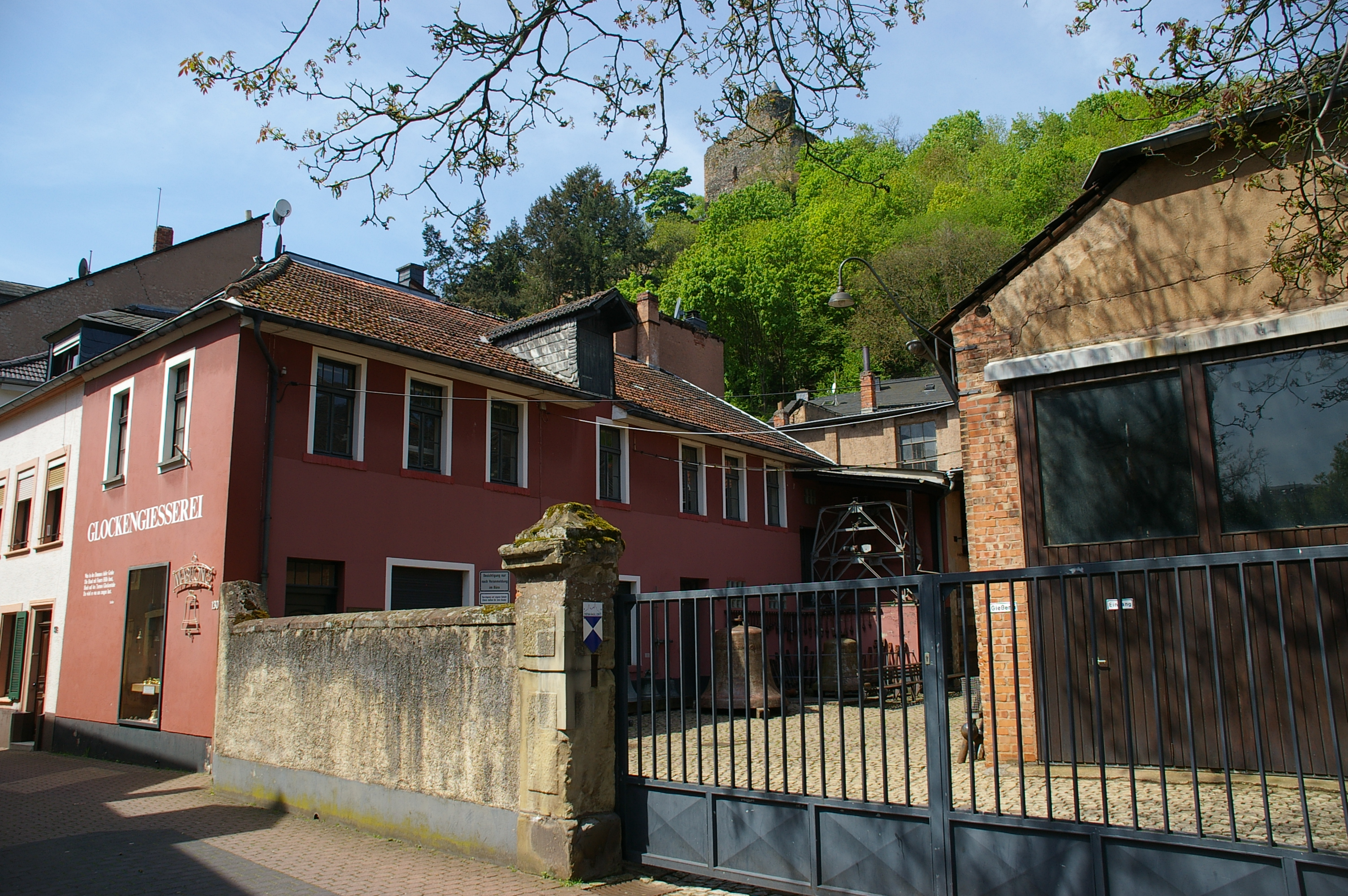
Klokkengieterij Mabilon

Klokkengieterij Mabilon (officieel: Glockengießerei  Mabilon & Co.) is een historische klokkengieterij in de Duitse stad Saarburg. De geschiedenis van het familiebedrijf gaat terug tot 1590. De uit het Franse Saumur aan de Loire afkomstige familie Mabilleau reisde destijds rond als klokkengieters. In 1770 vestigde Urbanus Mabilon zich in de stad Saarburg om een vaste klokkengieterij te beginnen. Van generatie op generatie is het ambacht van het klokkengieten doorgegeven. In totaal werden hier ca. 5000 klokken gegoten. Door het ontbreken van een opvolger en de sterk afnemende vraag naar klokken is het bedrijf in 2002 gesloten. De gieterij is voortgezet als museum. Incidenteel wordt er nog een klok gegoten.

## Geschiedenis
De historie van het familiebedrijf gaat terug tot 1590. De familie Mabilon was afkomstig uit Saumur aan de Loire. Van daaruit werden op ambachtsreizen klokken gegoten. Het problematische transport  van de zware klokken over lange afstanden werd ondervangen door de klokken ter plaatse van de kerk te gieten. De oudste nog bewaard gebleven Mabiloonse klok werd in 1639 tijdens de 30-jarige oorlog in het Sauerland gegoten. Deze klok hangt in Calle bij Meschede.
In 1770 vestigde Urbanus Mabilon zich in Saarburg, een stad gelegen in Rijnland-Palts, dertig kilometer ten oosten van Luxemburg. Saarburg was een gunstige vestigingsplaats. Alles wat een klokkengieter nodig had was er beschikbaar: kolen voor de smeltoven (uit de Frans-Duitse Mijnstreek), koper en tin (uit de regionale groeven) en de nabijheid van een grote rivier (de Saar) voor leem en voor het transport van grondstoffen en de klokken. Hij huwde er met een van de meisjes uit de stad, de dochter van een andere klokkengieter. In ruil voor het gieten van een drietal klokken voor de stad mocht Urbanus Mabilon zich blijvend vestigen in Saarburg en een gieterij stichten. Zijn werkplaats mocht hij bouwen net buiten de onderste stadspoort, tegen de stadsmuur aan. De reden daarvoor was brandveiligheid: het gietproces was niet ongevaarlijk en het stadsbestuur wilde geen grote stadsbrand riskeren met een gieterij binnen de muren. De stadsmuur is nog steeds zichtbaar in de grote 19e-eeuwse werkhal. Aan de achterkant van de hal liggen oudere werkplaatsen die teruggaan tot 1764. Op de binnenplaats aan de gevel zit het beroepswapen van de stichter: een klok en een geschutsloop. Naast klokken maakte het bedrijf ook bijbehorende klokkenstoelen en houten accessoires zoals louvres voor de galmgaten in de kerktoren. Daartoe had de gieterij ook een houtwerkplaats. Ook was er een smederij voor het vervaardigen van de ijzeren klepels.
In de jaren twintig van de twintigste eeuw kwam het bedrijf in handen van Wilhelm Hausen en Johann Mabilon. In de Tweede Wereldoorlog werden door Nazi-Duitsland duizenden kerkklokken gevorderd en omgesmolten vanwege het gebrek aan grondstoffen voor de wapenindustrie. Na de oorlog leidde dit tot een opleving in de klokkenproductie. Sinds de jaren zestig nam de vraag naar klokken gestaag af. Tot december 2002 werden er nog klokken in Saarburg gegoten. De laatste klok is gemaakt voor een kerk in Lima, Peru. Vanwege het ontbreken van een opvolger besloot de laatste telg, Wolfgang Hausen-Mabilon, het bedrijf te beëindigen. Hij leidde het bedrijf sinds 1947. De kunst van het klokkengieten werd altijd behoedzaam geheim gehouden en van generatie op generatie overgedragen. Met het overlijden in 2012 van Wolfgang Hausen-Mabilon kwam er een einde aan een eeuwenlange traditie. De gieterij is voortgezet als museum waarin alles gelaten is zoals bij de bedrijfsbeëindiging in 2002.

## Genealogie
- Estienne Mabilleau, * 1647, Saumure

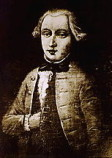
Urbanus Mabilon (1714—1780)

- Louis Mabilleau, (1670—1749), Saumure
- Maurice Mabilleau (1714—1780), Metz, Saumure, Koblenz-Ehrenbreitstein (Im Dahl), Kurfürstlicher Stückgießer
- Urbanus (Urbain, Urban) Mabillo(t), (Mabillon), (1744—1818), Saarburg (va. 1770)
- Johannes-Josef Mabillon (1780—1845) Saarburg
- Johannes Mabilon (1825—1908), zijn zuster trouwt met Peter Hausen
- Wilhelm Hausen-Mabilon (1857—1927)
- Johann Peter Hausen-Mabilon (1889—1969)
- Wolfgang Hausen-Mabilon (1927—2012)[4]

## Ambacht en traditie

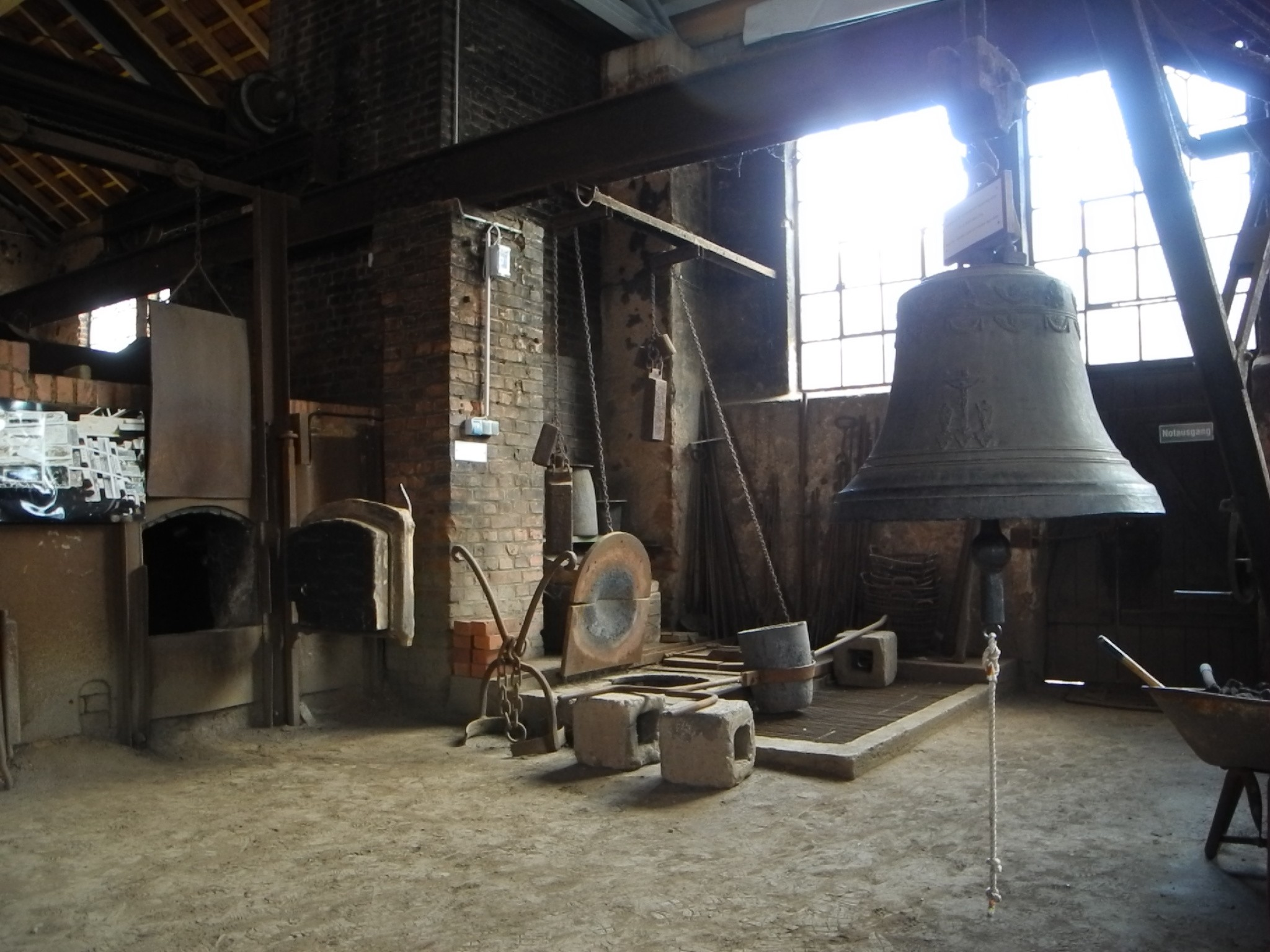
Giethal met de links de grote smeltoven

De gieterij hield tot aan de sluiting vast aan een volledig ambachtelijke manier van klokkengieten. In tegenstelling tot de meeste klokkengieterijen werd er geen gebruik gemaakt van moderne hulpmiddelen en werd alles met de hand vervaardigd. De enige machine in het bedrijf was een mengmachine voor de leem waar de gietvormen mee werden vervaardigd. Men gebruikte nog altijd leemaarde, versterkt met kalfshaar in plaats van het moderne chamottecement. Ook heeft de computer er nooit zijn intrede gedaan. Op basis vakmanschap werd de gevraagde toon op 1/16 halftoon nauwkeurig berekend waarna de klokken op de tekenplank werden getekend. Klokken werden indien nodig met de hand gestemd, zonder hulp van een computer of numeriek bestuurde bewerkingsmachine zoals tegenwoordig gebruikelijk is.
Het gietproces verliep volgens traditionele technieken. Klokken werden gegoten in een met aarde gevulde gietput opdat de vorm de druk van het gietbrons kon weerstaan. In de gietput werden de klokvormen opgebouwd, te beginnen met een kern van baksteen en leemaarde, gevolgd door de modelklok en de klokkenmantel. De leem werd met houten sjablonen om een draaispil in model gebracht. De kroon werd uit bijenwas vervaardigd en het opschrift en de friezen in extra fijne leem. Nadat de modelklok was verwijderd werd de put opgestampt met aarde en werden in het oppervlak de open gietkanalen in het aangebracht die het klokkenspijs (het gesmolten brons) van de smeltoven naar de vorm moesten leiden.
Gezien de grote voorbereidingstijd was het gieten zelf een belangrijk moment dat gepaard ging met enig ceremonieel. Meestal was hierbij de opdrachtgever aanwezig met enkele gezagsdragers uit de stad. Ook stond het de Saarburgse bevolking vrij om het altijd spectaculaire moment bij te wonen. Het gieten vond steeds op vrijdag plaats. De gieterijmedewerkers konden zodoende zaterdag en zondag uitrusten van de gedane arbeid en tegelijk had het gietstuk de tijd om af te koelen.
In een nis in de schoorsteen van de smeltoven staat traditioneel een beeldje van de Heilige Jozef, patroon van het klokkengietersgilde. Tijdens het gieten werden naast het beeldje twee kaarsen gebrand. Als alles gereed was en de gezellen hun plaats in de giethal hadden ingenomen sprak de gietmeester of de aanwezige pastoor een kort gebed uit:

Dat God het door mensenhanden
en menselijke geest voorbereide werk
 met een gelukte gieting
moge zegenen.

Vervolgens slaat de gietmeester met de woorden "In naam van God" de prop uit de uitstroomopening van oven zodat het gloeiende klokkenspijs door de gietkanalen naar de klokvormen stroomt.
Na enkele minuten is het gieten klaar. Het afkoelen duurt vervolgens enkele dagen waarna de put wordt uitgegraven en de klok wordt geboren: de klok wordt vrijgemaakt uit de mal.

## Klokken van Mabilon in Duitsland
Een selectie van klokken van Mabilon in Duitsland:
- Sint-Laurentiuskerk in Saarburg
- Evangelische Kerk in Saarburg
- Sint-Gereonkerk in Keulen
- Sint-Mauritiuskerk in Koblenz
- Sint-Antoniuskerk in Düsseldorf
- Annakerk in Düren
- Evangelische kerk Konz-Karthaus in Konz
- Benedictijnerabdij Sint-Matthias in Trier
- Wernerkapel in Womrath
- Sint-Martinus en Sint-Severuskerk in Münstermaifeld
- Sint-Lambertuskerk in Immerath

## Klokken van Mabilon in Nederland
Het bedrijf was een typische Duitse luidklokkengieterij. De klokken werden over de hele wereld geëxporteerd. Kerken bestelden hun klokken overwegend direct bij de gieterij. Tegen het eind van de 19e eeuw werd het de gewoonte om door bemiddeling van tussenhandelaren klokken aan de man werden te brengen. In Nederland begon Eijsbouts in Asten hiermee omstreeks 1883, gevolgd door Jos van de Kerkhof en later Marinus van de Kerkhof, beiden in Aarle-Rixtel. Zijn kochten klokken bij de Nederlandse gieterij Petit & Fritsen en Paccard in Frankrijk.
Mabilon werd in Nederland vertegenwoordigd via de firma Th. Hogen te Amsterdam, vanaf 1934 te Duivendrecht. Van 1925 tot aan de Tweede Wereldoorlog heeft Mabilon & Co talloze luidklokken en geluien in Nederland geleverd.
Een selectie van kerken met klokken in Nederland die gegoten zijn door Mabilon:
- Sint-Michaëlkerk (Zwolle): klok uit 1933, diameter 41,3 cm.
- Sint-Laurentiuskerk (Bemelen): klokkenstoel met klok uit 1932, diameter 38 cm.
- Gerardus Majellakerk (Onderdijk): luidklok uit 1929[7]
- Sacramentskerk (Den Bosch), luidklok "Bernardus" uit 1935, diameter 50 cm. De kerk is gesloopt in 2015.

## Klokken van Mabilon in België
- Abdij van Chevetogne, drie klokken uit de Latijnse klokkentoren.

## Fotogalerij

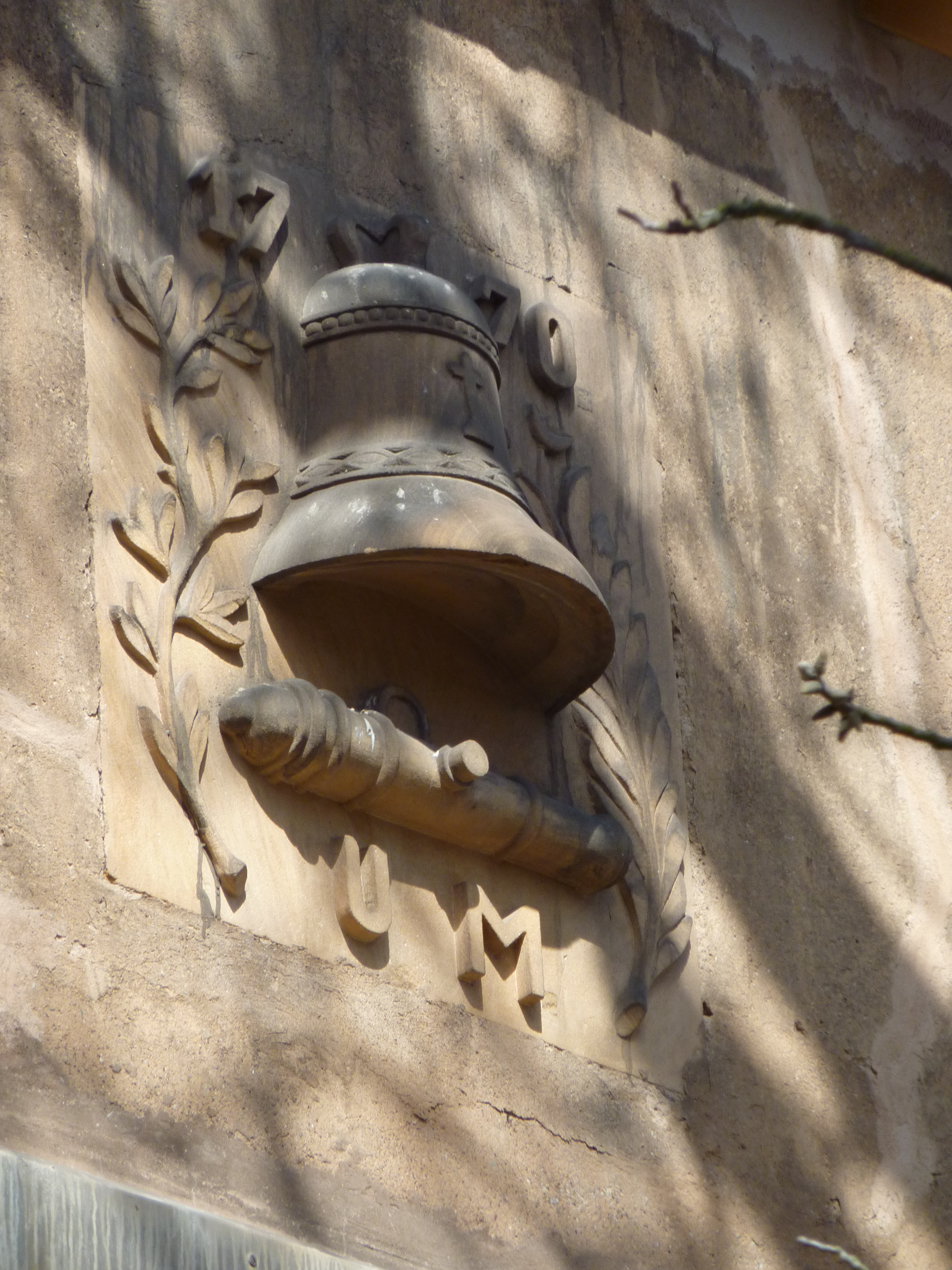
Gevelversiering met het familiewapen
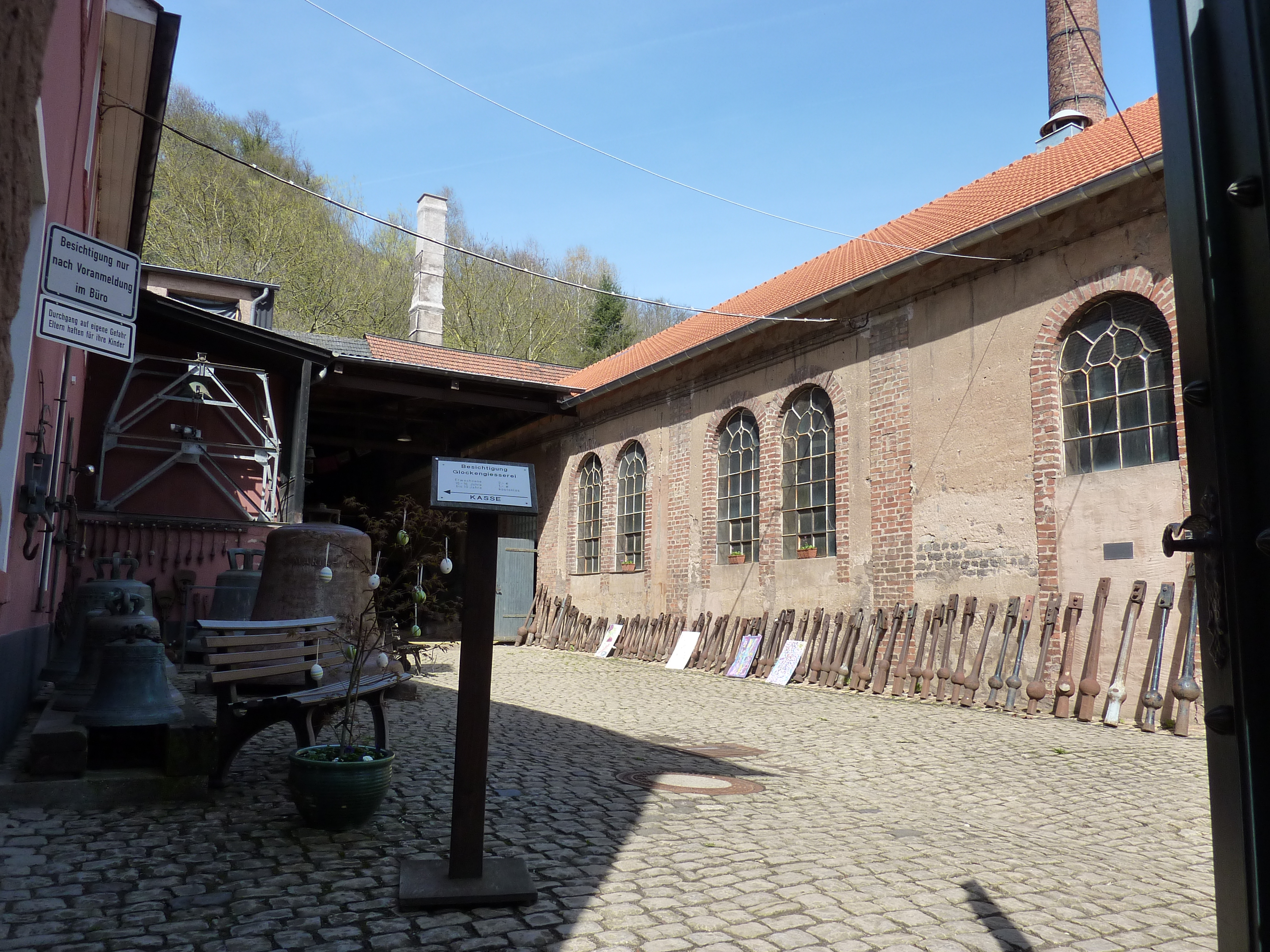
Zicht op het binnenhof
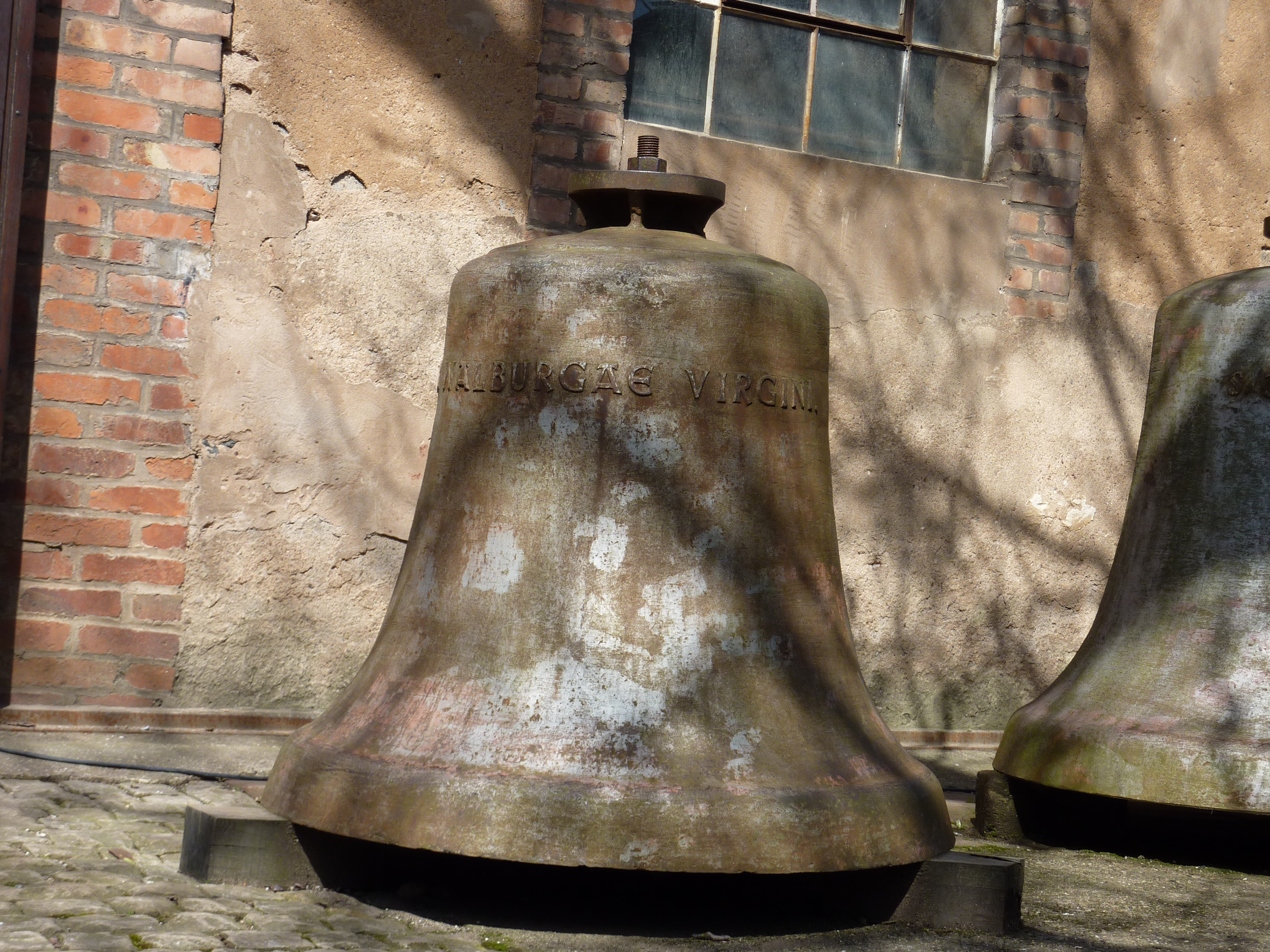
Gietijzeren klokken op het binnenhof, gegoten door ThyssenKrupp, nadat die vervangen waren door bronzen exemplaren van Mabilon
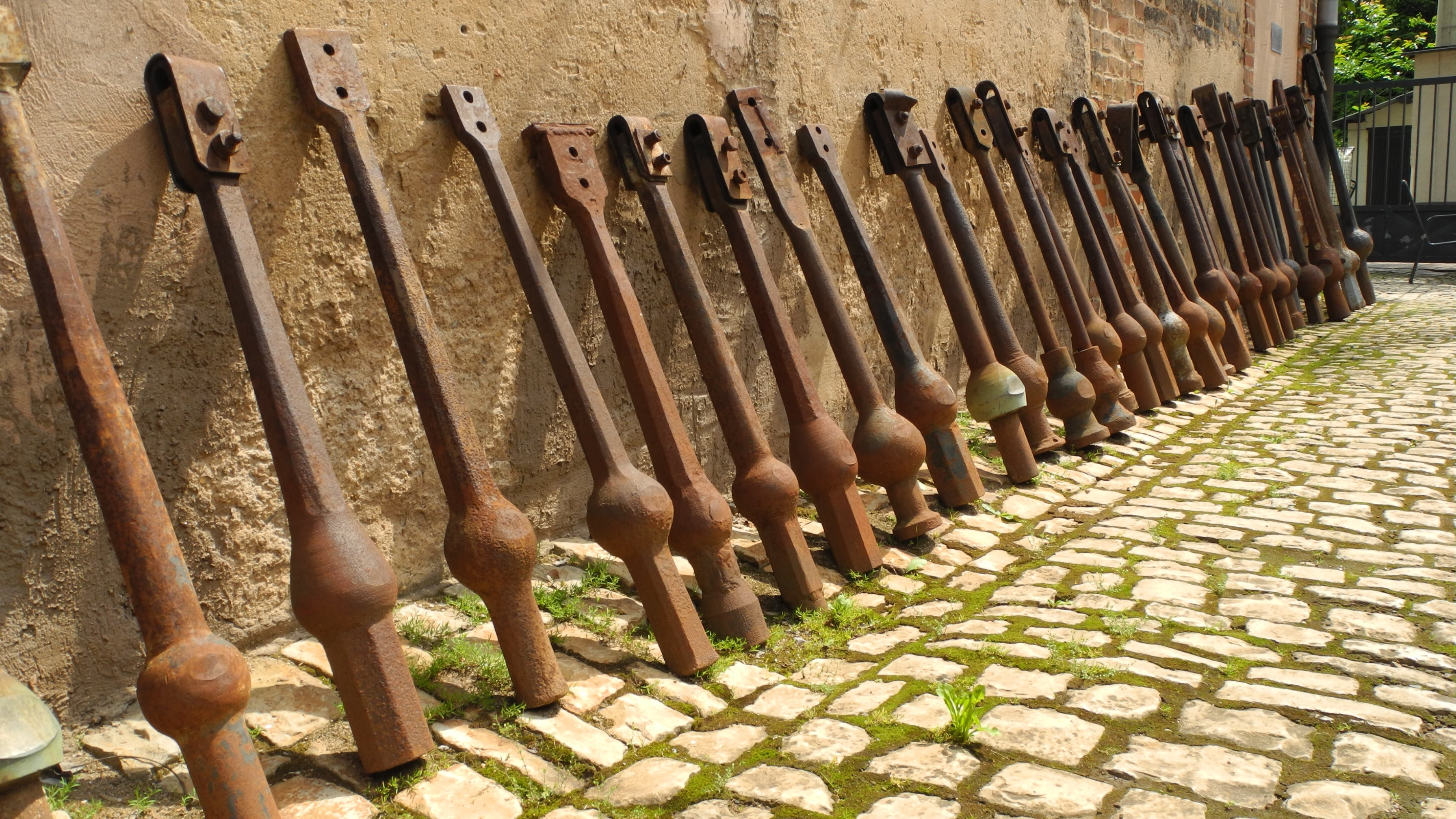
In de smederij vervaardigde ijzeren klepels op de binnenplaats van de gieterij